# Гаврилюк Сергій Євгенович
Сергі́й Євге́нович Гаврилю́к (нар. 15 червня 1991 — пом. 27 липня 2014) — старший солдат 30-ї окремої механізованої бригади Збройних сил України, учасник російсько-української війни.

## Життєпис
Народився 1991 року в селі Червоний Цвіт (Шепетівський район, Хмельницька область). Закінчив школу в селі Городнявка, навчався в ліцеї на кухаря. Пройшов строкову службу на Чернігівщині, 2011 року продовжив по контракту.
У часі війни одним з перших призваний, старший стрілець 30-ї окремої механізованої бригади.
Загинув у бою за стратегічно важливу висоту Савур-Могила на стику кордонів Луганської, Донецької областей та державного кордону України з Росією. Зранку 28 липня підрозділи 95-ї оаембр разом з підрозділами 30-ї омбр висунулись у визначені райони для штурму кургану Савур-Могили. Загони 95-ї бригади у взаємодії з 1-ю БТГр 30-ї обмр провели штурм та захоплення кургану Савур-Могила. Попереду йшли танково-механізовані підрозділи, за ними аеромобільні. Бій тривав близько 2 годин. 30-та омбр втратила 2 БМП, одна підірвалась на міні, другу підбили. Штурмові групи обстрілювали з «Градів» бойовики і росіяни. Позиції на висоті мали бути передані БТГр «Колос» 51-ї омбр. Піхотинці утримували Савур-Могилу від 21:00 вечора 28 липня до 4:00 ранку 29 липня. Але через сильний артилерійський обстріл з російської території підрозділам 51-ї омбр довелось відступити. У тому ж бою загинули Валентин Батюк, Іван Тимощук.
Довгий час Сергій перебував у списках зниклих безвісти.
3 вересня 2014-го рештки Гаврилюка пошуковці місії «Евакуація-200» («Чорний тюльпан») привезли до Дніпропетровська, де був похований 23 вересня як невпізнаний захисник України на Краснопільському кладовищі.
Без Сергія лишились мама, дружина.

## Нагороди й вшанування
- 15 травня 2015 року — за особисту мужність і героїзм, виявлені у захисті державного суверенітету та територіальної цілісності України, вірність військовій присязі під час російсько-української війни, відзначений — нагороджений орденом «За мужність» III ступеня (посмертно).[1]
- У селі Городнявка на фасаді НВК відкрито меморіальну дошку Сергію Гаврилюку.